# 沅陵县
沅陵县位于中国湖南省西部、怀化市北部的县。汉高祖五年（前202年）始置沅陵县至今，为湖南省辖域面积最大的县。南北宽106.6公里，东西99.5公里。东与桃源、安化相连，南与溆浦、辰溪接壤，西与泸溪、古丈、永顺毗邻，北与张家界市交界。 辖域总面积为5,825平方公里，总人口約为51万人，县人民政府驻沅陵镇。
沅江由西南入境，向东注入洞庭湖，横贯县境中央，将全县分成南、北两部分，沅江以北属武陵山系，沅江以南属雪峰山系。

## 历史沿革
春秋时期属楚巫中地，战国属楚黔中地，秦属黔中郡。汉高祖五年(公元前202年)始置沅陵县，属武陵郡。汉高后元年(前187年)封长沙王子吴阳为沅陵顷侯。新莽时改沅陵县为沅陆县。东汉时，县属荆州武陵郡。三国时先属蜀，后属吴。齐置武陵都尉府于沅陵。陈天嘉元年(公元560年)，县改属沅州通宁郡。太建七年(575年)，改通宁郡为沅陵郡，治沅陵．隋开皇九年(589年)，改置辰州，治沅陵。大业二年(606年)，复改辰州为沅陵郡，隶荆州。唐武德二年(619年)，沅陵郡改为辰州，县属辰州。唐贞观元年(627年)，分天下为10道，县属辰州，隶江南道。开元二十一年(733年)分天下为15道，县属辰州，隶黔中道。宋隶荆湖北路。元改辰州为辰州路，治沅陵，隶湖广行中书省。明县属辰州府，隶湖广布政使司。清县仍属辰州府，隶辰沅永靖道。民国元年(1912年)，废沅陵县存辰州府，府仅辖沅陵县地。3年裁府恢复沅陵县，属辰沅道。 民国24年7月，设湘西绥靖处于沅陵。辖19县。1950年1月1日，湖南省临时人民政府在沅陵设置湘西行政公署，辖沅陵、会同、永顺3个专区，县属沅陵专区。1952年8月，撤销湘西行政公署及其所辖 3个专区，沅陵县改属芷江专区。12月，芷江专区迁驻黔阳县安江镇，改名黔阳专区，县属黔阳专区。1968年，黔阳专区改称黔阳地区，1981年，黔阳地区改称怀化地区，县属怀化地区，1997年改属怀化市至今。
由中科院长沙土地构造研究所和湖南考古研究所人员组成的专家组对湖南沅陵窑头村一带的地质地貌进行了调查和测试，初步确认位于沅陵县城南窑头村的古遗址，就是秦代古黔中郡故城遗址。

## 行政区划
沅陵县下辖8个镇、11个乡、2个民族乡：
麻溪铺镇、五强溪镇、沅陵镇、明溪口镇、凉水井镇、七甲坪镇、筲箕湾镇、官庄镇、杜家坪乡、楠木铺乡、肖家桥乡、火场土家族乡、陈家滩乡、清浪乡、借母溪乡、荔溪乡、大合坪乡、马底驿乡、北溶乡、二酉苗族乡和盘古乡。
沅陵2005年在区划调整以前辖8个区公所分管52个乡镇，经过撤区并乡，到2005年调整为23个乡镇。调整前区划共计52个乡镇。

## 政治

### 现任领导
| 机构     | 沅陵县人民政府 县长      | · 中国共产党 · 沅陵县委员会 · 书记 | 沅陵县人民代表大会 常务委员会 主任 | · 中国人民政治协商会议 · 沅陵县委员会 · 主席 |
| -------- | ------------------------ | ---------------------------------- | ---------------------------------- | -------------------------------------------- |
| 姓名     | 易中华                   | 刘向阳                             | 张振华                             | 黄政安                                       |
| 民族     | 汉族                     | 汉族                               | 苗族                               | 汉族                                         |
| 出生地   | 湖南省黔阳县（今洪江市） | 湖南省溆浦县                       | 湖南省沅陵县                       | 湖南省黔阳县（今洪江市）                     |
| 出生日期 | 1973年6月（52歲）        | 1973年3月（52歲）                  | 1967年8月（57—58歲）               | 1975年12月（49歲）                           |
| 就任日期 | 2021年6月                | 2021年5月                          | 2021年10月                         | 2024年7月                                    |

## 人口
根據第七次人口普查數據，截至2020年11月1日零時，沅陵縣常住人口為510054人。
全县总人口为62.2万人（2004年），其中农业人口55.1万人。

## 經濟
全县国内生产总值为155.78亿元（2013年）。

## 交通
319国道

## 饮食文化
沅陵粉当属湖南小吃一绝，而米粉中当以猪脚粉为主打，其由米粉和特制猪脚而成，是当地人过早的主选食物。现今已有以“三鲜”“牛肉”“猪肚子”“饼饼肉”等带有地方特色的佐料的其它米粉。沅陵小吃诸如“猪脚粉”之类的早点，只有在上午11点左右之前才有供应，商家并不会因为生意好而在其它时间段进行供应，所以因此而形成了沅陵特有的早餐文化。因为沅陵交通不便原因，许多古老、优秀的文化没有得到发扬光大，所以也只有当地人才能享受如此的人间美味。